# 饱和电流
饱和电流，或者更精确的说，反向饱和电流是半导体二极管中由少数载流子从中立区到耗尽层或耗尽区的扩散引起的那部分反向电流。反向饱和电流几乎不受反向电压的影响。(1，Steadman 1993, 459)
IS，一个理想p-n二极管的反向偏置饱和电流由下式(2，Schubert 2006, 61)给出:
{\displaystyle I_{\mathrm {S} }=eA\left({\sqrt {\frac {D_{\mathrm {p} }}{\tau _{\mathrm {p} }}}}{\frac {n_{\mathrm {i} }^{2}}{N_{\mathrm {D} }}}+{\sqrt {\frac {D_{\mathrm {n} }}{\tau _{\mathrm {n} }}}}{\frac {n_{\mathrm {i} }^{2}}{N_{\mathrm {A} }}}\right),\,}
其中，
IS 是反向偏置饱和电流，

e 是基本电荷，

A 是横截面积，

Dp,n 分别是空穴和电子的扩散系数，

ND,A 分别是施主和受主在n侧和p侧的浓度，

ni 是半导体材料的本征载流子浓度，

{\displaystyle \tau _{\mathrm {p,n} }}分别是空穴和电子的载流子寿命。

從本徵半導體濃度與二極體障壁電壓的關係，飽和電流可以改寫成：
{\displaystyle I_{\mathrm {S} }=eA\left(N_{\mathrm {A} }{\sqrt {\frac {D_{\mathrm {p} }}{\tau _{\mathrm {p} }}}}+N_{\mathrm {D} }{\sqrt {\frac {D_{\mathrm {n} }}{\tau _{\mathrm {n} }}}}\right)e^{-{\frac {eV_{\mathrm {B} }}{kT}}},\,}
這裡的
k 是波茲曼常數，約為8.617 343(15)×10−5 eV/K，

T 是絕對溫度，

VB 是二極體的障壁電壓。

需要注意的是，一个给定器件的饱和电流不是一个常数；它随温度而变化；当温度作为二极管特性的參数时，饱和电流是造成二极管变化的主要因素。一個普遍的经验是温度每升高10°C，饱和电流變為原來的2倍。(3，Bogart 1986, 40)
一個更為理想的關係是
{\displaystyle I_{\mathrm {S} }\propto T^{3}e^{-{\frac {E_{\mathrm {g} }}{\eta kT}}},\,}
其中的
Eg 是半導體的能隙，

{\displaystyle \eta } 是二極體的理想因子。